# Code 46
Code 46 és una pel·lícula del Regne Unit de 2003, dirigida per Michael Winterbottom (Wonderland) i protagonitzada per Samantha Morton (Sweet and Lowdown), Tim Robbins (Mystic River), Jeanne Balibar (Va savoir) i Om Puri (La guerra d'en Charlie Wilson). Ha estat doblada al català. És un llargmetratge d'intriga de tall futurista, proper a la ciència-ficció i amb una estètica molt cuidada.
La pel·lícula va estar nominada el 2003 al Lleó d'Or al Festival Internacional de Cinema de Venècia, per Michael Winterbottom.

## Argument
En un futur proper, les atapeïdes ciutats estan protegides per punts de control d'alta seguretat, i mentre alguns ciutadans gaudeixen del privilegi de tenir la documentació necessària per entrar en elles, molts d'altres han de quedar-se fora. El detectiu William, casat i pare de família, està investigant la producció fraudulenta de l'esmentada documentació al si d'una companyia d'assegurances de Shangai. Però durant la seva investigació s'enamora de María, la principal sospitosa, i després de passar amb ella una nit decideix no denunciar-la. Tanmateix, en tornar a casa, un dels clients de Maria mor mentre feia servir un document fals, per la qual cosa William ha de tornar a Shangai, on es veurà obligat a decidir entre seu deure professional i el seu nou amor.

## Repartiment
- Tim Robbins: William Geld
- Samantha Morton: Maria Gonzalez
- Togo Igawa: Xofer
- Natalie Mendoza: Recepcionista de Sphinx
- Nabil Elouahabi: Venedor
- Om Puri: Bahkland
- Jeanne Balibar: Sylvie
- Nina Wadia: Recepcionista de l'hospital
- Archie Panjabi: agent "Check In"